# Machteld van Wouw
Machteld Aelbrechtsdr van Leuningen, mest känd som Machteld van Wouw eller Weduwe van Wouw, född 1580, död 1662, var en nederländsk utgivare. 
Hon var dotter till Aelbrecht Hendricksz. van Leuningen (ca 1545-1613), bokhandlare och borgmästare i Haag, och Agniesgen Bruynen Caesarsdr. (d. 1612). Machteld van Leuningen gifte sig 1601 med Hillebrant Jacobsz. van Wouw (1577-1622). 
Hennes far var officiell statlig rikstryckare och boktryckare åt de Nederländska Generalstaterna. När hennes far avled övertog hennes make hennes fars ämbete. När han avled 1622, övertog hon hans ämbete som rikstryckare. I nästan fyrtio år, mellan 1622 och 1662, var Machteld van Wouw den enda kvinnliga nationella tryckaren. Hennes företag hade monopol på tryckning av alla officiella statliga publikationer för de statliga myndigheterna i Haag. Dessutom levererade hon kontorsmaterial och lyckades skaffa sig Statenbijbels eftertraktade tryckeriprivilegium. Hon överlämnade ämbetet till sin son Hillebrant Jacobsz. van Wouw. 